# Аристово (Ферзиковський район)
Аристово (рос. Аристово) — присілок в Ферзиковському районі Калузької області Російської Федерації.
Населення становить 411 осіб. Входить до складу муніципального утворення Присілок Аристово.

## Історія
Від 2004 року входить до складу муніципального утворення Присілок Аристово

## Населення
| 2002 | 2010 | 2011 |
| ---- | ---- | ---- |
| 402  | ↘398 | ↗411 |